# Arschkarte

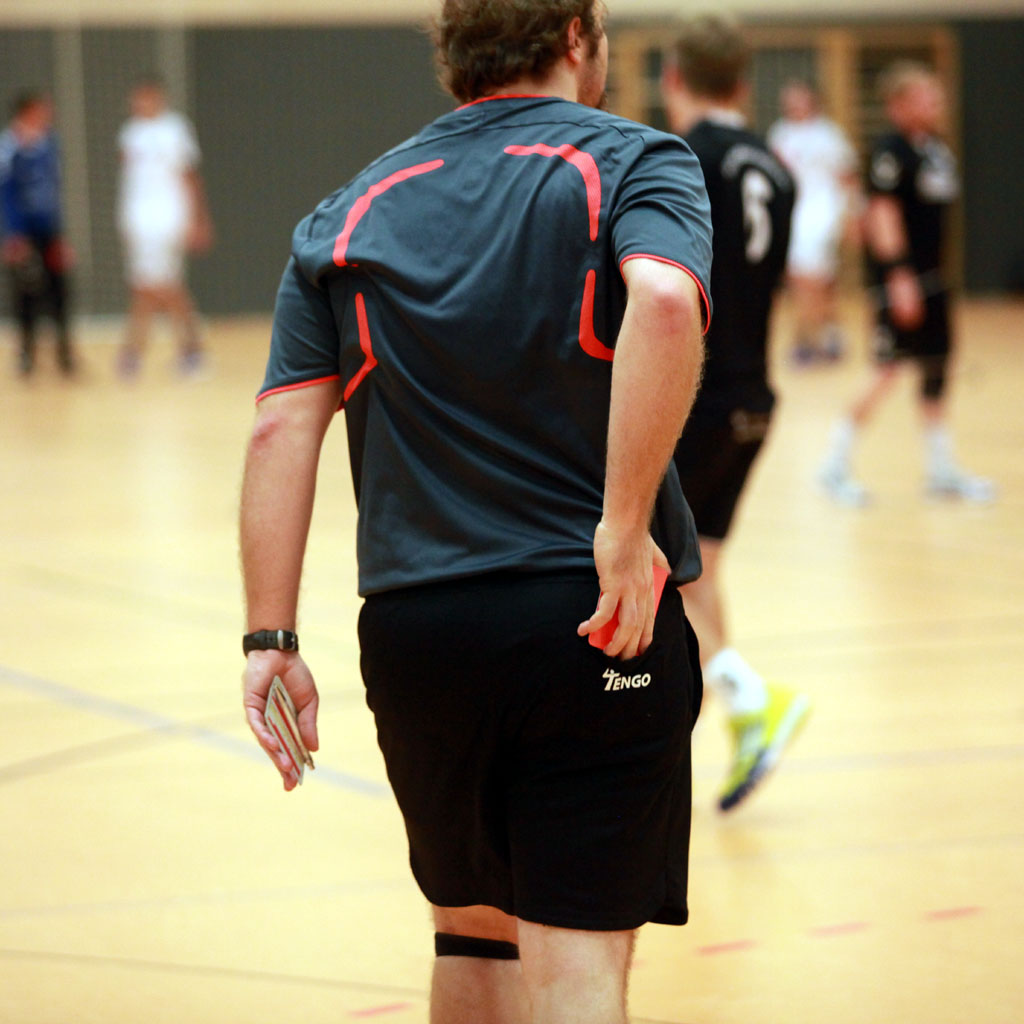
Ein Handballschiedsrichter verstaut die Rote Karte in der Gesäßtasche, nachdem er einen Spieler disqualifiziert hat.

Der Begriff Arschkarte findet Anwendung in den saloppen Redewendungen „die Arschkarte ziehen“, „die Arschkarte zeigen“ oder „die Arschkarte haben“ im Sinne von – anders als beim Fußball auch zufälligem – „Pech haben“, „ein Missgeschick erleben“. Damit wird ausgedrückt, dass eine Situation für eine Person besonders ungünstig verläuft oder unangenehme Folgen hat. Der Phraseologismus (Redewendung) ist seit Mitte der 1990er Jahre in Gebrauch.
Zur Herkunft der Redewendung gibt es nur Vermutungen. Die weitaus populärste ist, dass die Wendung von der ab 1970 eingeführten roten Karte beim Fußball abzuleiten sei. Um Verwechslungen zu vermeiden, bewahren Fußballschiedsrichter häufig die gelbe Karte in der Brusttasche, die rote Karte dagegen in der Gesäßtasche auf. Der Spieler, dem der Schiedsrichter die rote Karte zeigt, hätte dann „die Arschkarte bekommen“.
Eine andere Herleitung vertritt Elmar Seebold im Etymologischen Wörterbuch der deutschen Sprache. Die Wendung entstamme dem Kartenspiel, weil der Betroffene die Karte selbst zieht (anders als der Fußballer, wo der Schiedsrichter die Karte zieht). Die Wendung wäre damit gleichwertig mit der älteren Redewendung „den schwarzen Peter ziehen“. Diese sei in jüngerer Zeit durch den Kraftausdruck „Arschkarte“ ersetzt worden, um mehr Wirkung zu erzielen, und erst sekundär auf die rote Karte beim Fußballspiel übertragen worden, weil der Schiedsrichter diese aus der Hintertasche holt.